# Lesnoj (obwód kirowski)
Lesnoj (ros. Лесной) – osiedle typu miejskiego w Rosji, w obwodzie kirowskim, w rejonu wierchniekamskim. W 2010 liczyło 5413 mieszkańców.